# آلبرتو تارانتینی
آلبرتو تارانتینی (اسپانیایی: Alberto Tarantini‎؛ زادهٔ ۳ دسامبر ۱۹۵۵) یک بازیکن فوتبال اهل آرژانتین است.

## باشگاهی
از باشگاه‌هایی که در آن بازی کرده‌است می‌توان به بیرمنگام سیتی، بوکا جونیورز، ریور پلاته و تولوز اشاره کرد.

## تیم ملی
وی همچنین در تیم ملی فوتبال آرژانتین بازی کرده‌است.

## زندگی شخصی
تارانتینی با  پاتریشیا پاتا ویلانووا (مدلینگ) ازدواج کرده بود. برادرش جورج تارانتینی مربی سابق فوتبال کالج است.